# Hipnals
Les hipnals (Hypnales) són un ordre de molses de la classe Bryopsida. Es caracteritzen per tenir uns fil·lidis de cèl·lules llargues i estretes, prosenquimàtiques i sovint de superfície brillant i aurícules foliars diferenciades. Les planta creixen densament agrupades en catifes o gespets. L'esporòfit té una càpsula amb peristoma doble i generalment inclinada.

## Famílies
- Amblystegiaceae
- Anomodontaceae
- Brachytheciaceae
- Calliergonaceae
- Catagoniaceae
- Climaciaceae
- Cryphaeaceae
- Echinodiaceae
- Entodontaceae
- Fabroniaceae
- Fontinalaceae
- Helodiaceae
- Hylocomiaceae (conté l'antiga família monotípica Rhytidiaceae)[4]
- Hypnaceae
- Lembophyllaceae
- Leptodontaceae
- Lepyrodontaceae
- Leskeaceae
- Leucodontaceae
- Meteoriaceae
- Microtheciellaceae
- Miyabeaceae
- Myriniaceae
- Myuriaceae
- Neckeraceae
- Orthorrhynchiaceae
- Phyllogoniaceae
- Plagiotheciaceae
- Prionodontaceae
- Pterigynandraceae
- Pterobryaceae
- Pylaisiadelphaceae
- Regmatodontaceae
- Rutenbergiaceae
- Sematophyllaceae
- Sorapillaceae
- Stereophyllaceae
- Symphyodontaceae
- Theliaceae
- Thuidiaceae
- Trachylomataceae